# Send Marsh
Send Marsh – wieś w Anglii, w hrabstwie Surrey, w dystrykcie Guildford. Leży 36 km na południowy zachód od centrum Londynu. Miejscowość liczy 1937 mieszkańców.